# 吉扬库尔
吉扬库尔（法語：Guyancourt，法語發音：[ɡɥijɑ̃kuʁ] ⓘ），法国中北部城市，法兰西岛大区伊夫林省的一个市镇，隶属于凡尔赛区，其市镇面积为13平方公里，2022年1月1日时人口数量为29,758人，在法国城市中排名第295位。
吉扬库尔位于伊夫林省东部，比耶夫尔河畔，是法国国家级新城伊夫林地区圣康坦的组成部分，也是巴黎的一个近郊卫星城。

## 地名来源
“Guyancourt”一名最初以“Guidonis”的形式被记载，该名称可能出自领主蒙莱里的居伊一世，亦可能出自日耳曼人名“Wido”。

## 历史

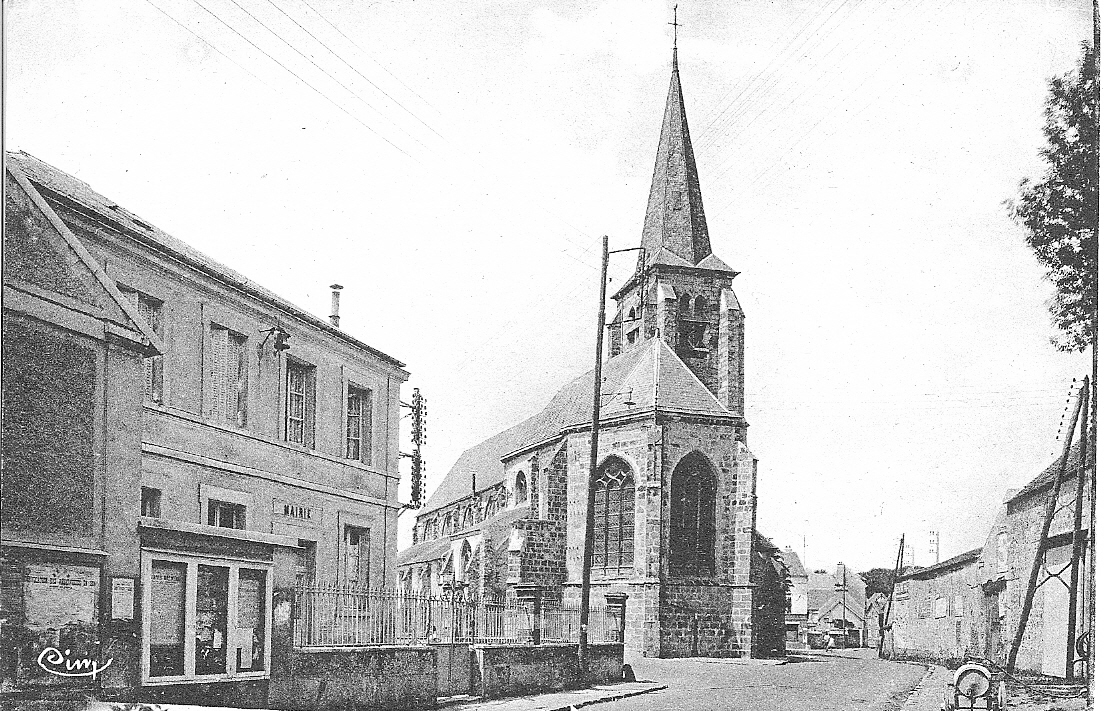
20世纪初的吉扬库尔

根据当地官方网站的论述，吉扬库尔在距今六千年以前就已形成聚落，当地的布维耶（Bouviers）、特鲁（Troux）和维拉鲁瓦（Villaroy）街区均发现有新石器时期的人类活动遗迹。自古典时期至中世纪末，吉阳库尔长期为一处普通农业村落。路易十四在建造凡尔赛宫后将吉扬库尔附近的林地开辟为狩猎场。法国大革命后，吉扬库尔成为塞纳-瓦兹省的一个市镇。第二次世界大战期间，吉扬库尔曾遭到猛烈轰炸。1965年，吉扬库尔被设为伊夫林地区圣康坦新城的一部分，此后吉扬库尔地区展开城市化建设，当地兴建了大批居民区，其人口数量快速增加，在半世纪内增长超过20倍。1968年，吉扬库尔所在的塞纳-瓦兹省被撤销，吉扬库尔成为伊夫林省的一个市镇。

## 地理

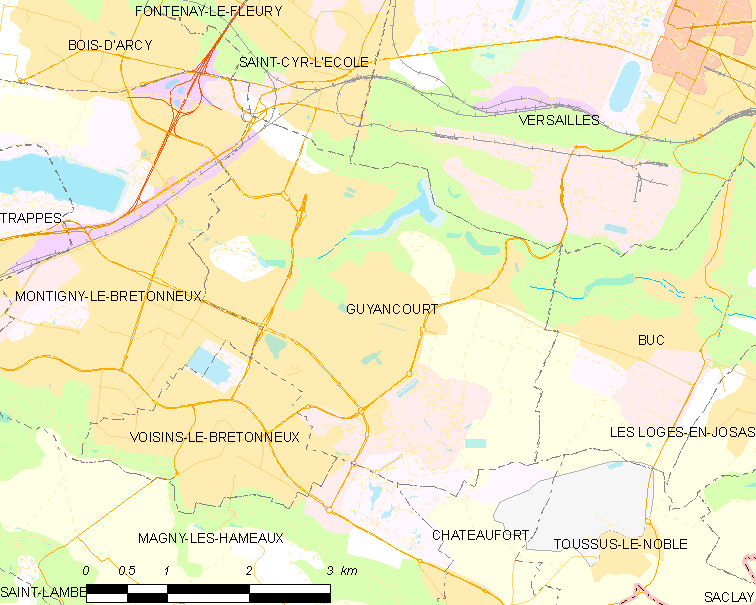
吉扬库尔市镇范围地图

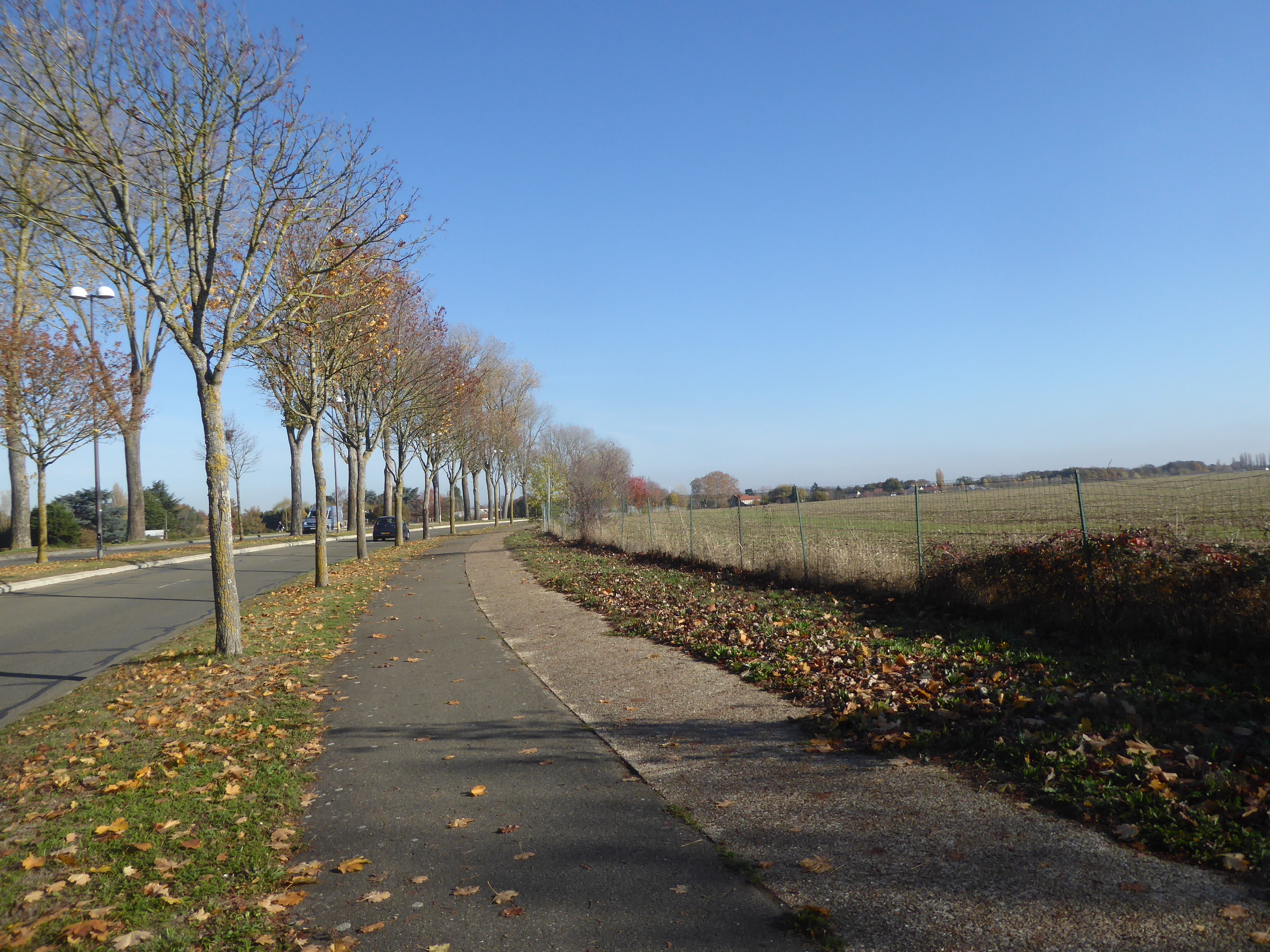
吉扬库尔附近的自然景观

吉扬库尔位于法国中北部，法兰西岛大区中西部和伊夫林省东部，距离省会凡尔赛大约7.4公里，距离巴黎市中心西南方大约21.2 km（13.2 mi）。与吉扬库尔接壤的市镇包括：圣西尔莱科勒、凡尔赛、蒙蒂尼勒布勒托讷、瓦桑勒布勒托讷、比克、马尼莱阿莫和沙托福尔。

### 地形
吉扬库尔位于巴黎盆地腹地，境内以平原为主，市镇中心地势较为平坦，东侧略有起伏，全境海拔在110到167米之间。

### 水文
吉扬库尔位于塞纳河流域范围内，比耶夫尔河发源于吉扬库尔境内，该河自西向东流经境内北部，部分区域被人工建造的水坝拦截，成为湖泊，其中金谷湖（Étang du Val D'or）的正常水域面积达1,320公顷。

### 植被
吉扬库尔属于温带阔叶混交林区，比耶夫尔河源公园、拉加雷讷树林（Bois de la Garenne）、拉格里耶树林（Bois de la Grille）等是当地主要的城市绿地。
在鲜花城市的评比中，吉扬库尔被评为1星级鲜花城市。

### 气候
吉扬库尔在柯本气候分类法中属于温带海洋性气候（Cfb）。

## 行政区划
吉扬库尔的市镇编号为78297，邮政编号为78280。
在行政管理方面，吉扬库尔隶属于法国法兰西岛大区伊夫林省凡尔赛区；在地方选举方面，吉扬库尔隶属于蒙蒂尼勒布勒托讷县，其市镇范围全境被划入伊夫林省第一选区；在社会管理方面，吉扬库尔是伊夫林地区圣康坦的组成部分。
吉扬库尔市镇被划为四个街区，实行街区自治制度。其中蓬迪鲁图瓦二（Pont du Routoir 2）街区为城市政策优先街区。
法国国家统计与经济研究所（简称）在进行数据统计时，将吉扬库尔及相邻的另外428个市镇设为巴黎城市核心区（2020年扩充至431个），并将包括核心区在内的周边共1,794个市镇划为巴黎城市区。自2020年起，巴黎城市区被包含1,949个市镇的巴黎城市辐射区代替。此外，还将吉扬库尔市镇分为了9个“块区”（IRIS），以便于统计人口分布情况。

## 交通

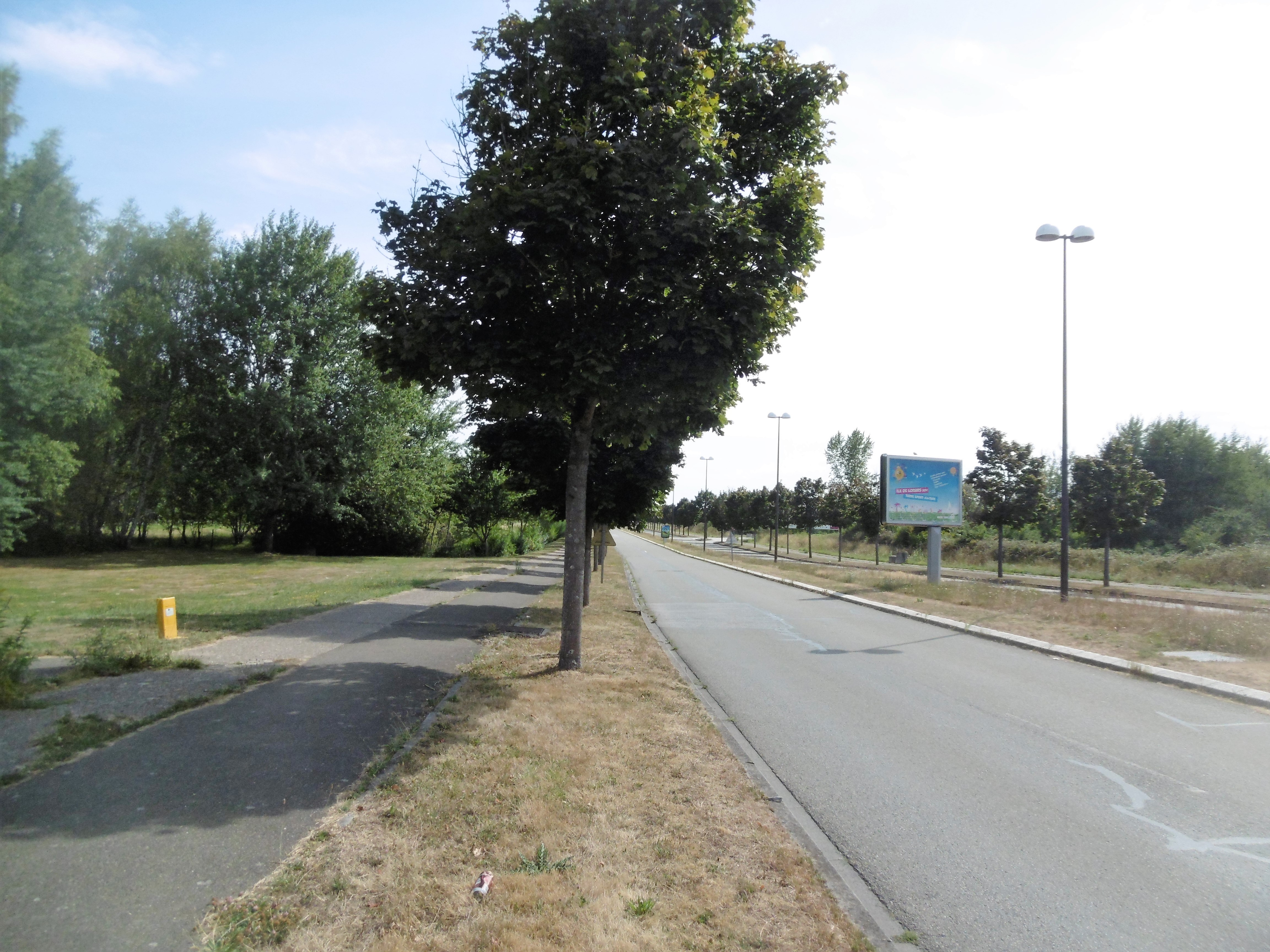
吉扬库尔境内的省道D91线

### 公路
法国国道N12线和伊夫林省省道D91线经过吉扬库尔，其市镇范围内的大部分城市道路已完成城市化改造，配有照明、排水、人行道等设施。
| 付费 | 5 |

| 凡尔赛 | 7.4 |

| 特拉普 | 6.5 |

| 帕莱索 | 21 |

2019年，80.3%的吉扬库尔家庭拥有至少一辆私人汽车。2021年，吉扬库尔境内共发生各类交通事故5起，造成5人受伤。

### 铁路
距离吉扬库尔最近的客运铁路车站为5公里外的伊夫林地区圣康坦-蒙蒂尼勒布勒托讷站。

### 航空
距离吉扬库尔最近的民用航空站为31公里外的巴黎-奥利机场。

### 城市公共交通
截止2023年8月，共有14条公交线路途经吉扬库尔市镇范围内。
| 途经吉扬库尔境内的主要公共交通线路 |                                                  | |
| 类型                               | 运营商                                           | 线路 |
| 城际巴士                           | 埃松省城际客运 ALBATRANS                         | 91.10：伊夫林地区圣康坦火车站 ↔ 达朗贝尔 ↔ 让·莫内 ↔ 柯布西耶 ↔ 克里斯德萨克莱 ↔ 圣欧班 ↔ 洛泽尔-综合理工 ↔ 马西-帕莱索站 ↔ 欧洲大道-商业中心 ↔ 朗日斯-拉弗拉泰尔内勒站 ↔ 奥利机场 91.11：伊夫林地区圣康坦火车站 ↔ 达朗贝尔 ↔ 让·莫内 ↔ 柯布西耶 ↔ 克里斯德萨克莱 ↔ 洛泽尔-综合理工 ↔ 马西-帕莱索站 |
| 城际巴士                           | 舍夫勒斯谷汽车服务 SAVAC                         | 307：Vélizy 2 ↔ 凡尔赛尚捷站 ↔ 快铁茹伊昂若萨斯站 ↔ 六十亩地-科技中心 ↔ 柯布西耶 ↔ 让·莫内 ↔ 达朗贝尔 ↔ 伊夫林地区圣康坦火车站 |
| 城际巴士                           | 法国交通发展集团 (朗布依埃) Transdev Rambouillet | 89：昂什-市政厅 ↔ 埃佩尔农 ↔ 朗布依埃 ↔ 六十亩地-科技中心 |
| 城际巴士                           | 伊夫林地区圣康坦公交路网 SQYBUS                  | 475：埃朗库尔-布拉格 ↔ 伊夫林地区圣康坦火车站 ↔ 拉巴特里 ↔ 马拉科夫 ↔ 巴黎奥尔良门站 |
| 公共汽车                           | 伊夫林地区圣康坦公交路网 SQYBUS                  | 439：凡尔赛尚捷火车站 ↔ 金谷 ↔ 奥斯曼 ↔ 维拉鲁瓦 ↔ 柯布西耶 ↔ 欧仁·维奥莱-勒-迪克 ↔ 瓦桑勒布勒托讷-尚弗勒里 440：凡尔赛尚捷火车站 ↔ 金谷 ↔ 城堡 ↔ 市政厅 ↔ 奥斯曼 ↔ 维拉鲁瓦 ↔ 柯布西耶 ↔ 欧仁·维奥莱-勒-迪克 ↔ 瓦桑勒布勒托讷-尚弗勒里 441：莫尔帕-大塘 ↔ 莱库德赖公园 ↔ 小神城 ↔ 巴斯德 ↔ 球场 ↔ 达朗贝尔 ↔ 让·莫内 ↔ 柯布西耶 ↔ 国家高尔夫球场 ↔ 六十亩地-科技中心 460：伊夫林地区圣康坦火车站 ↔ 达朗贝尔 ↔ 让·莫内 ↔ 柯布西耶 ↔ 奥德修斯科技中心 464：伊夫林地区圣康坦火车站 ↔ 达朗贝尔 ↔ 让·莫内 ↔ 柯布西耶 ↔ 欧仁·维奥莱-勒-迪克 ↔ 马尼村 ↔ 快铁圣雷米莱舍夫勒斯站 465：伊夫林地区圣康坦火车站 ↔ 莱鲁西耶尔 ↔ 保罗·埃吕阿尔 ↔ 城堡 ↔ 奥斯曼 ↔ 维拉鲁瓦 466：伊夫林地区圣康坦火车站 ↔ 达朗贝尔 ↔ 让·莫内 ↔ 柯布西耶 ↔ 国家高尔夫球场 ↔ 六十亩地-科技中心 467：伊夫林地区圣康坦火车站 ↔ 莱鲁西耶尔 ↔ 拉加雷讷树林 ↔ 城堡 ↔ 奥斯曼 ↔ 维拉鲁瓦 468：伊夫林地区圣康坦火车站 ↔ 达朗贝尔 ↔ 居斯塔夫·埃菲尔 ↔ 人权 ↔ 拉巴特里 ↔ 保罗·埃吕阿尔 ↔ 城堡 ↔ 奥斯曼 ↔ 维拉鲁瓦 ↔ 柯布西耶 ↔ 欧仁·维奥莱-勒-迪克 |
| 1.                                 |                                                  | |

## 政治
吉扬库尔的现任市长为弗朗索瓦·莫尔通先生（François MORTON），他是一名左翼无党派人士，在2020年的市政选举中获得了51.47%的支持率。
在2022年的法国总统大选中，法国第25任总统埃马纽埃尔·马克龙在吉扬库尔获得了75.24%的支持率。

## 人口
2020年，吉扬库尔市镇人口数量为29,269，在法国排名第295位。其中男性14,697人，女性14,774人，75岁及以上人口占2.5%，外籍人口数量为2,545人，人口密度为2,251人/平方公里，当地居民被称为（男性）或（女性）。2020年，吉扬库尔境内出生439人，死亡人口107人。
| 吉扬库尔1901年－2020年人口变化情况 |
|                                    |
| 数据来源：Cassini、INSEE           |

## 经济

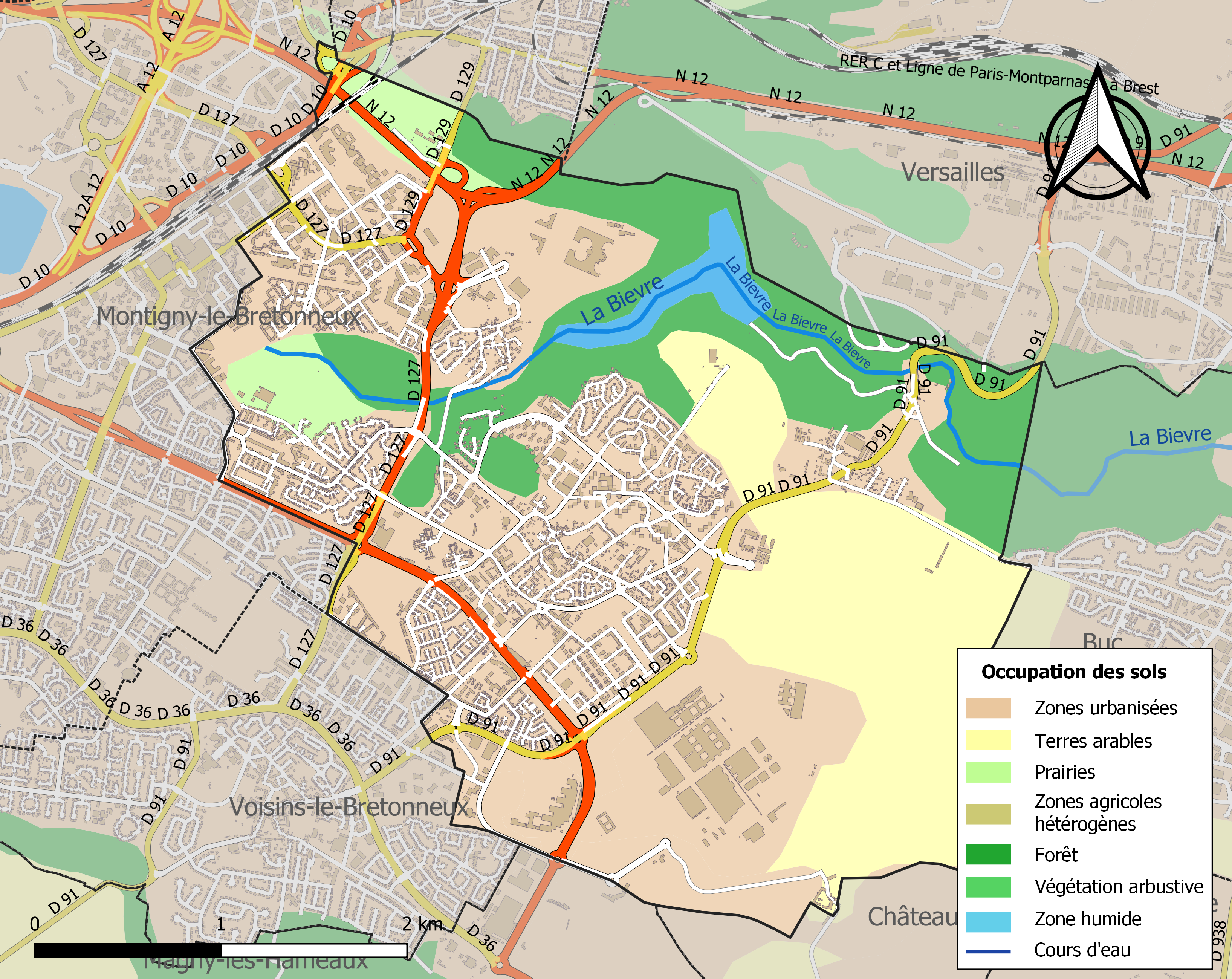
吉扬库尔土地利用情况地图

吉扬库尔是一个区域性的中心城市。截至2023年7月，吉扬库尔市镇范围内共有各类用人单位（包含自雇）3,272家，平均历史为17年，其中87.99%为中小型企业（PME），2023年6月至8月间，当地的经济活力指数为0.61%。（工程建设）、（建筑工程）及麦当劳法国（餐饮）是当地2021年营业额最高的三个企业，分别为1,769,412,454欧元、1,476,545,620欧元和971,031,582欧元。

## 财政与居民收入
2021年，吉扬库尔的财政收入总额为43,726,300欧元，财政支出总额为42,592,100欧元，当年的债务总额为14,792,500欧元。2021年，吉扬库尔市镇通过增值税获得1,355,520欧元的收入，此外当地还共获得了2,903,170欧元的国家直接财政补助。
2019年，吉扬库尔的人均月收入总额为2,942欧元，其中高级职员为4,289欧元，高于法国平均水平（4,230欧元）；中级职员为2,556欧元，高于法国平均水平（2,411欧元）；普通职员为1,836欧元，亦高于法国平均水平（1,740欧元）。
2019年，吉扬库尔境内的贫困率为11%，青壮年（15至64岁）失业率为10.6%；当地55.5%的家庭拥有纳税资格，平均纳税4,330欧元，低于法国平均水平（4,393欧元）。

## 社会事务

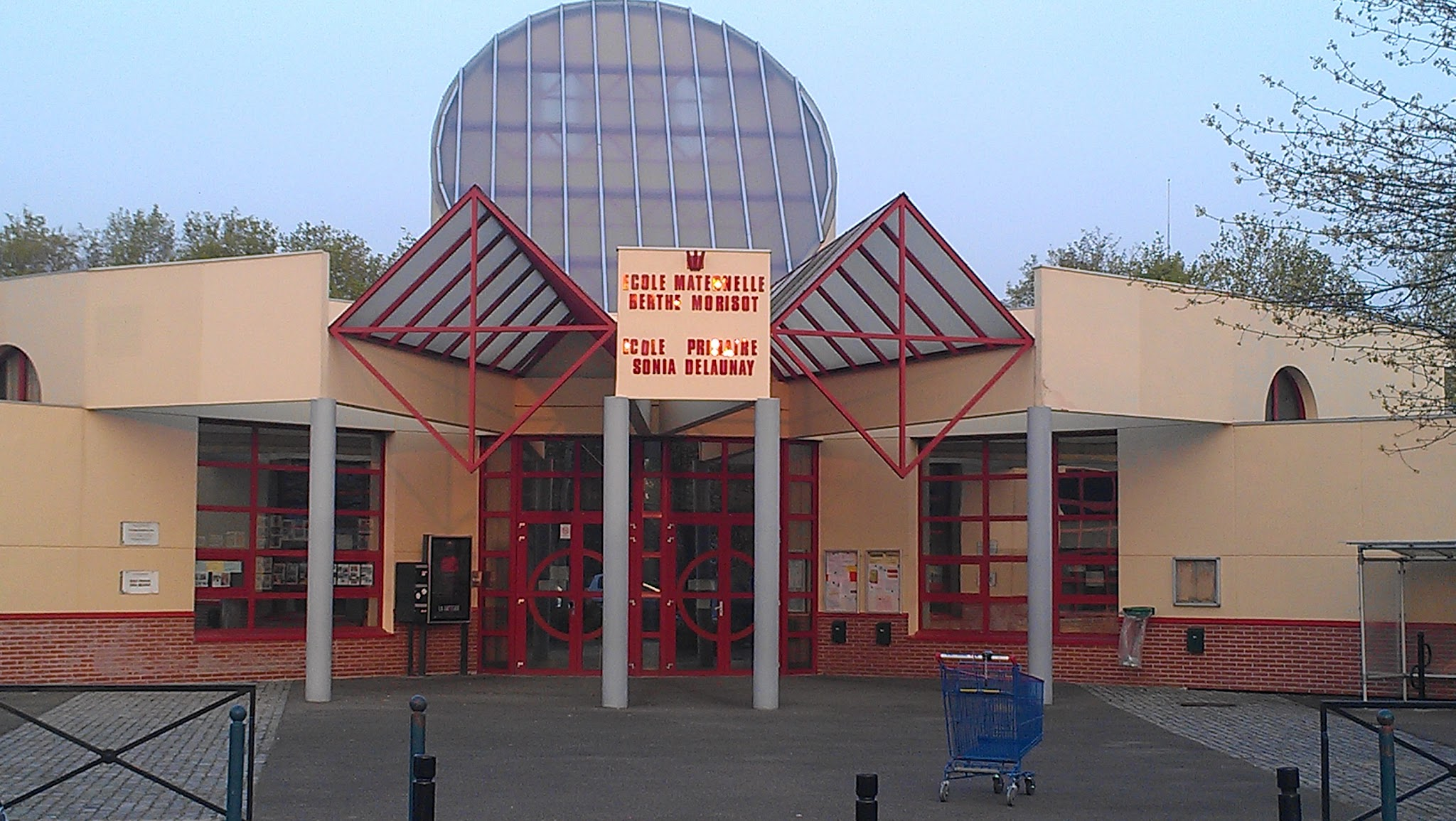
吉扬库尔的一所学校

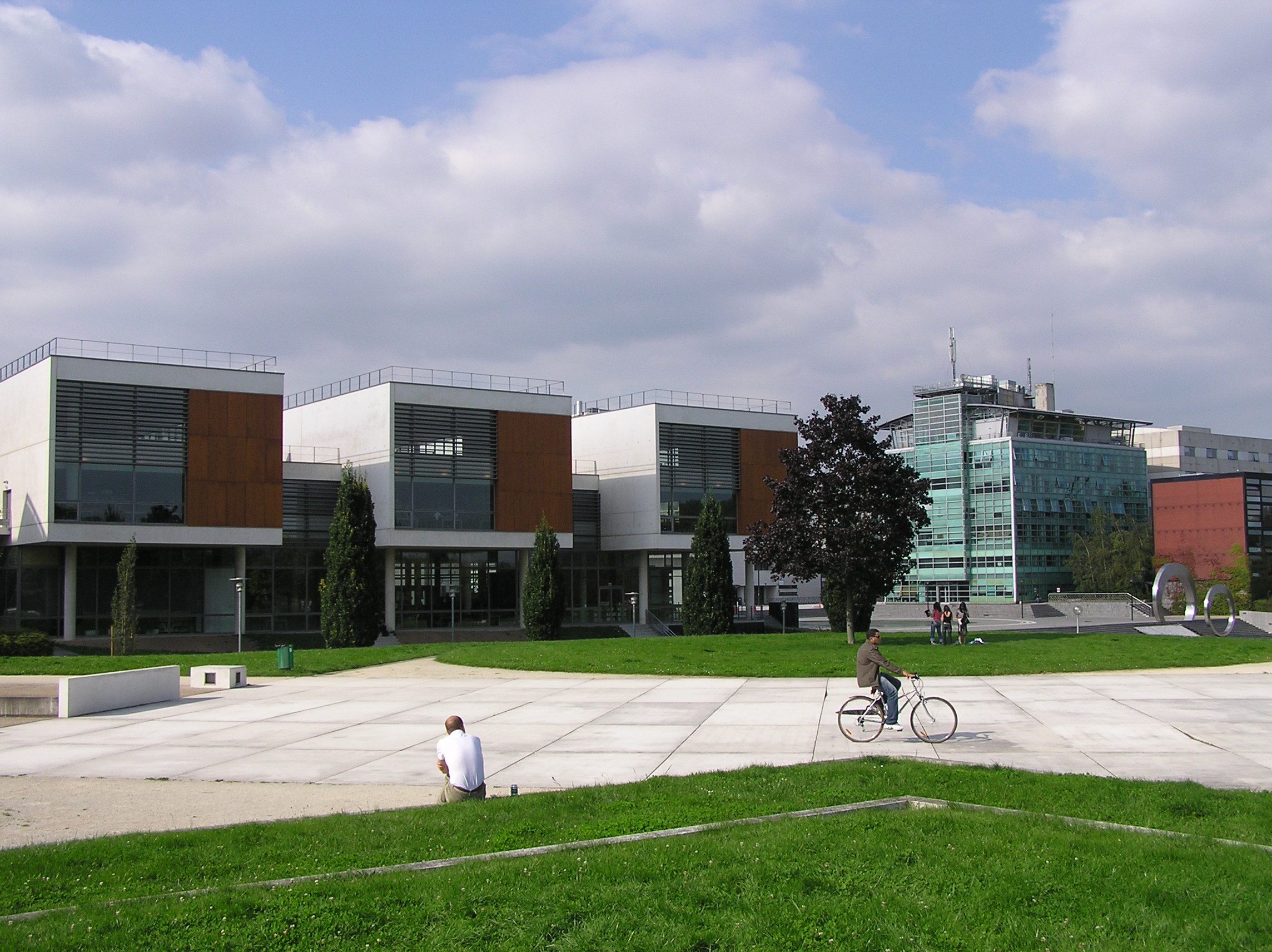
大学城图书馆

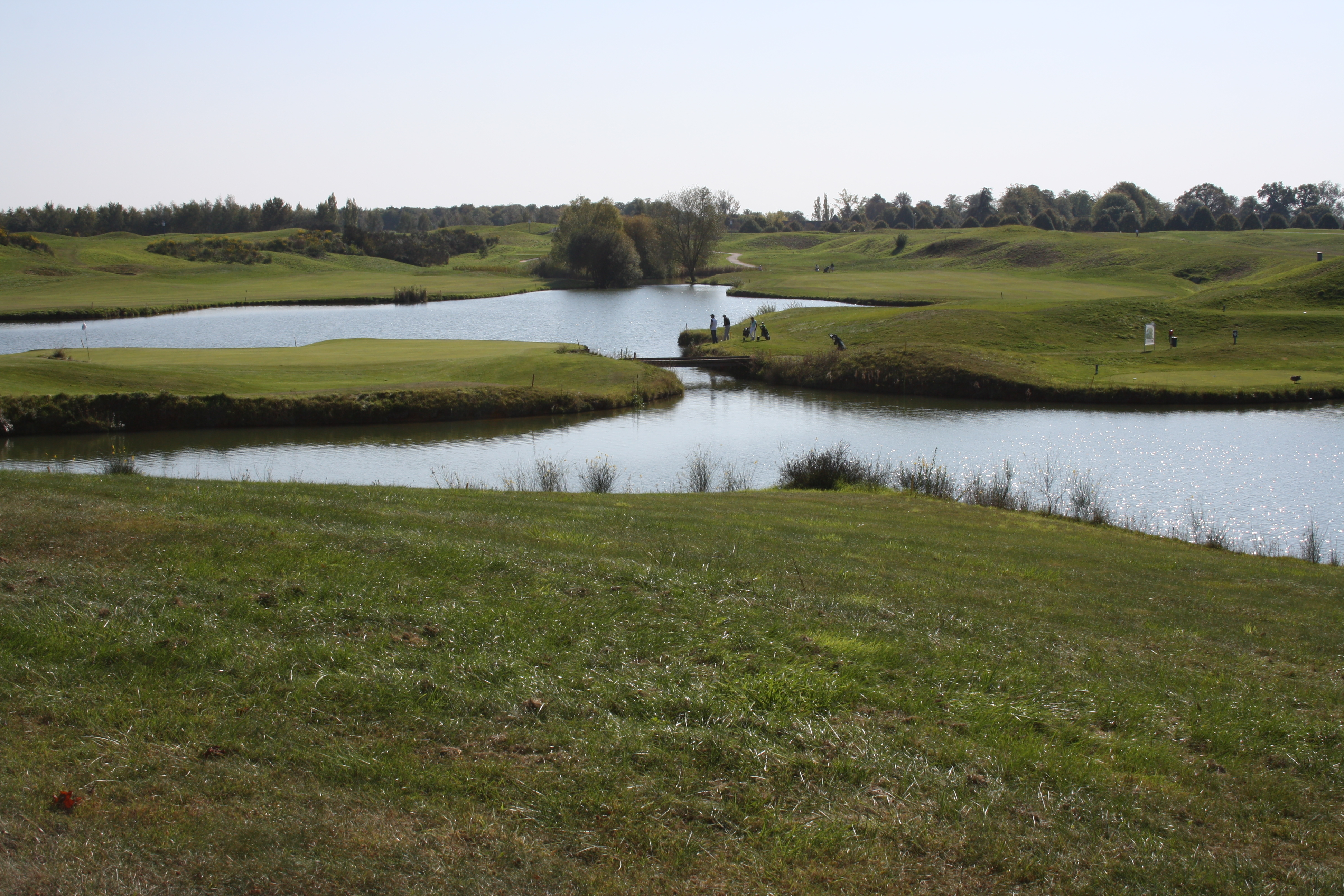
法国国家高尔夫球场

### 教育
吉扬库尔属于凡尔赛学区。截至2021年1月1日，吉扬库尔境内共有13所幼儿园、12所小学、4所初级中学和3所普通高中。2021至2022学年度，吉扬库尔境内共有在校中等教育阶段学生2,682名。
在高等教育方面，凡尔赛大学的伊夫林地区圣康坦校区及其下属的皮埃尔-西蒙-拉普拉斯学院位于吉扬库尔境内。

### 医疗
截至2021年1月1日，吉扬库尔境内共有全科医生20名、保健师17名、牙医9名、护士9名、耳科医生1名、皮肤科医生1名和助产士3名。境内共有药房6家、残疾人帮扶中心3家。
距离吉扬库尔最近的区域性医疗机构为凡尔赛中心医院（Centre Hospitalier de Versailles），其主病区位于勒谢奈-罗康库尔境内，距离吉扬库尔市区的正常车程大约20分钟，该院设有床位659个，是当地规模最大的公立综合性医院。

### 住房
2019年，吉扬库尔境内共有各类住房12,717套，其中23.9%为独立式居民区，75.2%为集中式居民区。常住房屋占吉扬库尔市镇范围内居民建筑总量的93.5%。
在住房保障政策方面，2021年，吉扬库尔境内共有2,846户家庭获得了住房经济补助，受益人数占总人口数量的9.7%，其中2,832份为房租补助。

### 商业
2021年，吉扬库尔境内共有各类实体商铺327家，其中餐厅69家、大型超市3家、杂货店4家、面包房8家、肉铺5家、书店3家、银行门店9家、美容美发店21家、汽车维修店25家。市区内建有Super U、Aldi、Grand Frais等商场。

### 体育
2021年，吉扬库尔境内共有1家游泳池、4间体育馆、3座综合体育场、17处网球场、7处足球或橄榄球场、5处篮球或排球场以及1处高尔夫球场。法国国家高尔夫球场位于吉扬库尔境内。
截至2023年7月，吉扬库尔境内共有两家注册足球俱乐部。吉扬库尔足球体育之星（ES Guyancourt Football，编号513620）是当地的代表性足球队，其主队2023至2024赛季参加伊夫林省足球联赛乙组（法国第十级别），其主场为莫里斯·巴凯球场（Stade Maurice Baquet）。

### 环境
吉扬库尔的环境事务由其所属的伊夫林地区圣康坦联合各级政府协调负责。2021年，吉扬库尔境内暂无污染企业。

### 治安
2021年，吉扬库尔市镇范围内有1处派出所。
吉扬库尔及其附近的共9个市镇是埃朗库尔警区（zone police de Elancourt）的管辖范围。2020年，该警区累计记录各类案件8,821起，其中盗窃类案件4,398起，经济类案件1,322起，毒品交易类案件568起。

## 文化

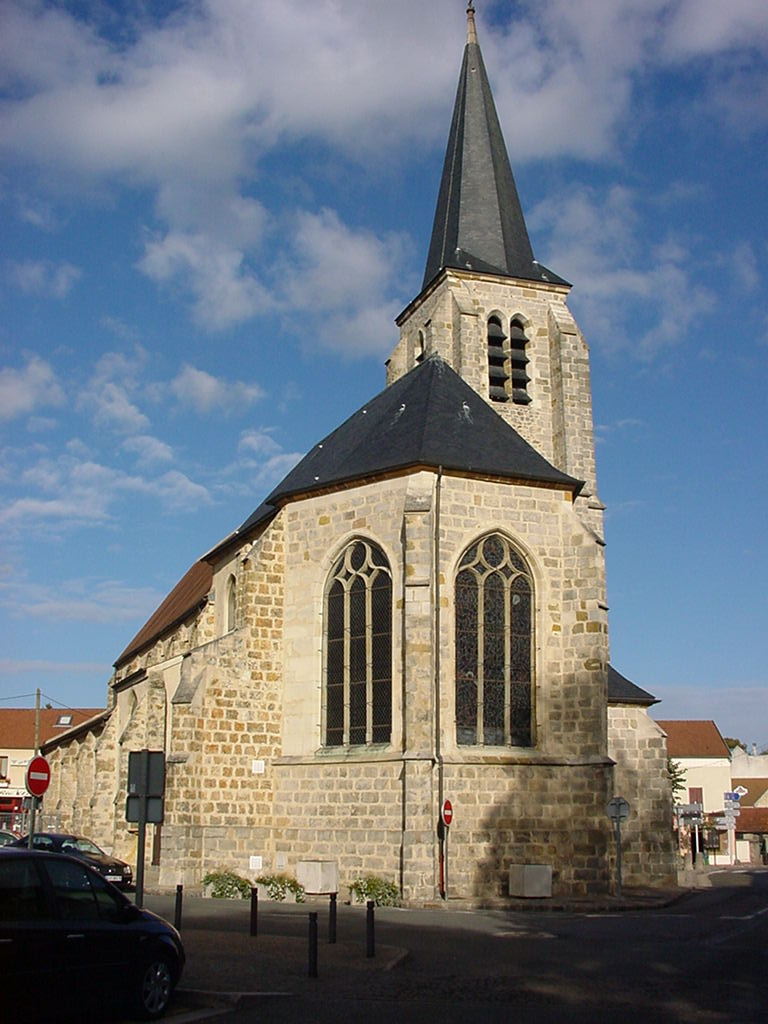
圣维克多教堂

2021年，吉扬库尔境内有1家剧场。吉扬库尔境内建有让·鲁斯洛多媒体中心（Médiathèque Jean Rousselot），每周三、五、六向公众开放。

### 建筑
吉扬库尔境内有多处历史建筑，其中圣维克多教堂为法国国家文物保护单位。

### 旅游
吉扬库尔的旅游事务由其所属的伊夫林地区圣康坦负责。2022年，吉扬库尔境内共有2家酒店共计163间房间。

### 媒体
法国主要的媒体均可在吉扬库尔接收，法国电视三台下属的法兰西岛大区频道在部分时段播出吉扬库尔所在伊夫林省的地方新闻。蓝色法兰西巴黎广播、巴黎营地广播、BFM电视台巴黎频道、《巴黎人报》等是当地主要的地方性媒体。

## 相关人物
法国女飞行员埃莱娜·布歇逝世于吉扬库尔。

## 友好城市
截至2023年8月，吉扬库尔共与两座城市建立了友好城市关系：
- 苏格兰 林利斯哥
- 德国 佩格尼茨